# 波羅的海自由日
波羅的海自由日（愛沙尼亞語：Balti vabaduse päev，拉脫維亞語：Baltijas brīvības diena）是纪念波罗的海国家人民被苏联強制人口轉移的日子。1982年6月14日，罗纳德·里根總統在第4948号公告中首次提到了波罗的海自由日这一术语。
波罗的海自由日提到了苏联與纳粹簽定的莫洛托夫-里宾特洛甫条约，该条约导致大量人民从爱沙尼亚、拉脱维亚和立陶宛等國被大规模驱逐及轉移。